# Pinto-de-velho
A pinto-de-velho (Scaura latitarsis) é uma abelha social da tribo dos meliponíneos. Tais abelhas recebem este nome devido à forma da entrada de suas colméias, que se assemelha ao pênis humano curvado para baixo. Por isso, são chamadas ainda de abelhas-nariz-de-anta.